# Anna Dvořáková (malířka)
Anna Dvořáková (11. března 1924 Kameničky – 10. května 2013 Chrudim) byla česká akademická malířka, grafička a zpěvačka, dcera malíře Josefa Dvořáka z Kameniček, žáka Antonína Slavíčka. Malovala portréty, figury, krajiny, zátiší a kytice.

## Životopis
Otec Josef Dvořák z Kameniček byl tkadlec a kreslič textilních vzorů, autor opony a kulis pro Kameničky, žák krajináře Antonína Slavíčka, který několik let v Kameničkách pobýval. Všestranné nadání zdědila Anička Dvořáková po otci, od mládí se věnovala zpěvu a hře na kytaru, s bratrem Josefem koncertovala v okolí, za okupace v roce 1943 zpívala v Kameničkách za klavírního doprovodu Járy Pospíšila, její hlas zněl na mších v Kameničkách, v chrámových interiérech, na svatbách i pohřbech v okolí. Před studiem na Akademii výtvarných umění v Praze (1945–1951) hrála v Kameničkách ochotnické divadlo v SDO Tyl.
Navštěvovala ateliéry Jakuba Obrovského, Karla Mináře, Vratislava Nechleby, Vladimíra Silovského. Vystudovala figurální malbu u Jakuba Obrovského a Vratislava Nejezchleby a grafiku u Vladislava Silovského.
Od roku 1950 byla členkou I. střediska Svazu výtvarných umělců a Jednoty výtvarných umělců v Praze. Od roku 1958 členkou Klubu výtvarných umělců Pardubice, od roku 1990 členkou Unie výtvarných umělců Pardubice.
Do okruhu jejích známých umělců patřili například básník František Branislav, malíři Jaroslav Sodomka, Josef Kadeřábek, Jan Hudec, Jindřich Hegr, Anděla Kocůrková, Věra Korunová, sběratel Antonín Kouba či milovník umění Miroslav Sodomka, úzce spolupracovala s děkanem Jaroslavem Daňkem. Zemřela v pátek 10. května 2013 v chrudimské nemocnici a pohřbená byla do společného hrobu se svým otcem.

## Dílo
- portrét maminky
- dětské portréty
- portrét Zita
- zátiší Lupiny (Horácká galerie)
- Zátiší s angreštem (Horácká galerie)
- 1950 autoportrét, 2. cena AVU
- Staré chalupy v Kameničkách
- Dvě pivoňky a srdíčka
- Imprese krajiny s rybníkem
- Zátiší s blumami
- Kvetoucí krajina se stromem
- a další

## Výstavy
samostatné
- 1959 radnice, Hlinsko
- 1963 Galerie Dílo, Pardubice
- 1963 Chotěboř (s Josefem Dvořákem)
- 1964 Sněžné
- 1964 Galerie Dílo, Pardubice
- 1965 Kulturní dům, Skuteč
- 1969 škola, Bystřice nad Pernštejnem
- 1985 škola, Kameničky
- 1985 Divadlo, Holice
- 1986 Svratouch
- 1987 Žďár nad Sázavou
- 1993 škola, Kameničky
- 1993 Muzeum, Skuteč
- 1993 škola, Kameničky (s Josefem Dvořákem)
- 1994 Žďár nad Sázavou
- 1995 Galerie J. Jušky (s Josefem Dvořákem), Vysoké Mýto
- 1995 škola, Sněžné
- 2014 Anna Dvořáková, malířka zátiší a portrétů, Městské divadlo Mariánské Lázně
- 2017 Josef Dvořák, Anna Dvořáková - výstava otce a dcery, Městské muzeum a galerie Hlinsko

kolektivní
- 1950 Výtvarná úroda, Praha
- 1951 Přehlídka výtvarného umění, Praha
- 1952 Výtvarná úroda, Umělecká beseda, Praha
- 1951-1958 Členské výstavy I. střediska SVU Praha
- 1952-1958 Členské výstavy Jednoty umělců výtvarných, Praha
- 1958-1963 Výstavy SVU Pardubice, Pardubice
- 1952-1968 Východočeský umělecký salon, Polička
- 1961 Kameničky
- 1962 Malíři Vysočiny (s Antonínem Slavíčkem, Rudolfem Kremličkou, Františkem Kavánem, Josefem Dvořákem, aj.), Kameničky
- 1976 Galerie u Řečických, Praha
- 1980 Divadlo, Chrudim
- 1983 Divadlo, Chrudim
- 1985 Divadlo, Chrudim
- 1985 Východočeská galerie, Pardubice
- 1987 Rychnov nad Kněžnou
- 1989 Krajská galerie, Hradec Králové
- 1994 Radnice, Žďár nad Sázavou

## Sbírky
- Východočeská galerie v Pardubicích
- Městské muzeum a galerie v Hlinsku
- Galerie Aničky Dvořákové v Hlinsku
- Ministerstvo kultury ČR
- a dalších sbírky v ČR i v zahraničí
- Horácká galerie v Novém Městě na Moravě

## Ocenění
- 1950 AVU – 2. cena za autoportrét